# Ernst Sagebiel

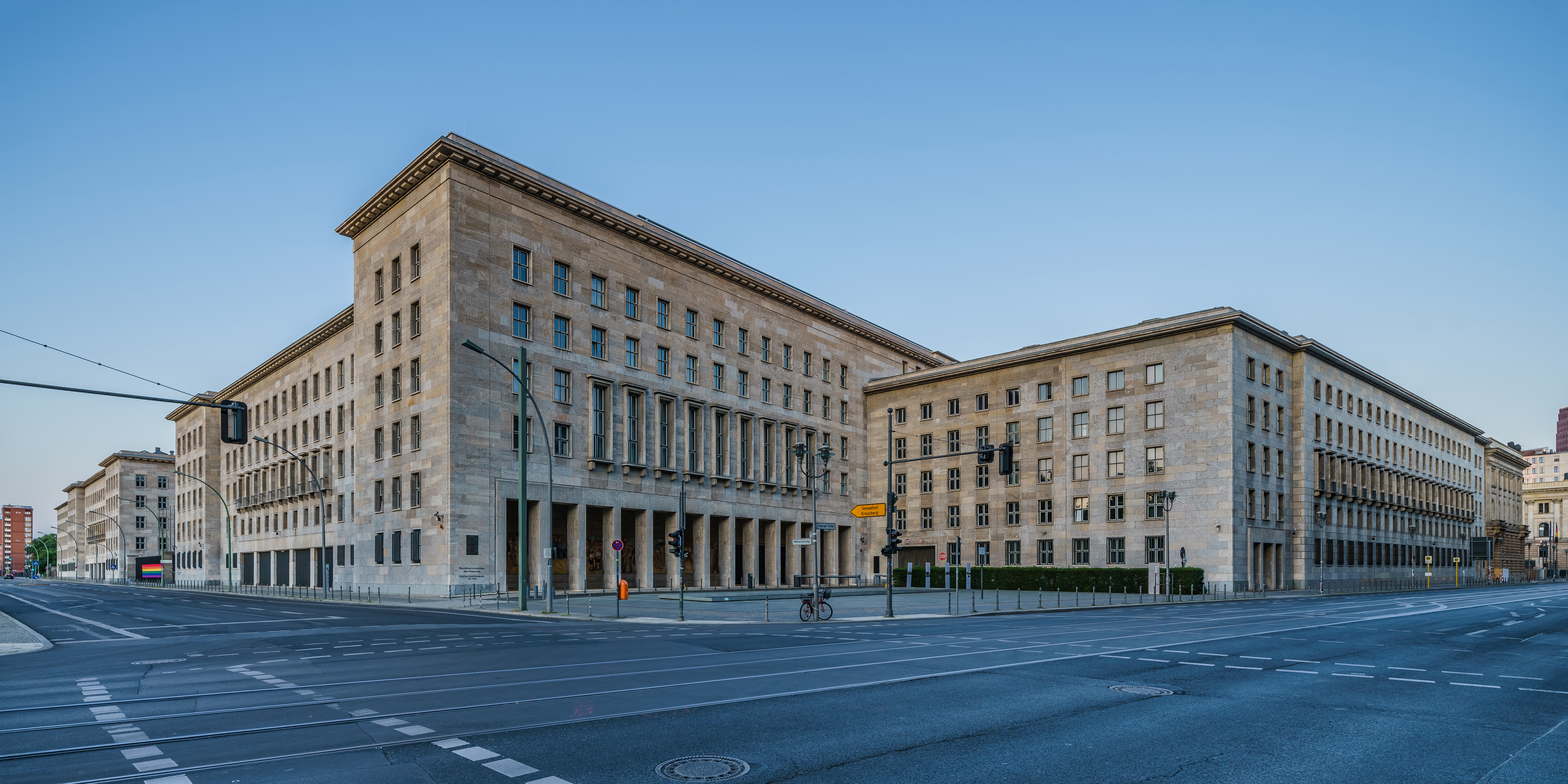
Reichsluftfahrtministerium

Ernst Sagebiel (Braunschweig, 2 oktober 1892 –  Starnberg, 5 maart 1970) was een Duitse architect, die met name in de periode van het Derde Rijk  werkzaam was.

## Leven
Sagebiel was de zoon van een beeldhouwer en hij begon na afsluiting van zijn middelbare school in 1912 een studie architectuur in Braunschweig. Met een onderbreking door deelname aan de strijd in de Eerste Wereldoorlog en aansluitend krijgsgevangenschap, kon hij zijn studie pas in 1922 afronden. In 1924 kwam hij te werken in het architectuurbureau van Jakob Körfer in Keulen. In 1926 promoveerde hij en in 1929 ging Sagebiel aan de slag als projectleiter en manager in het Berlijnse bureau van de architect Erich Mendelsohn. Vanwege de slechte economische situatie verlaat hij dit bureau in 1932, om als uitvoerder te gaan werken. 
Na de machtsovername door de Nationaal Socialistische partij werd Sagebiel lid van deze partij en de SA. 
Al in 1933 werd hij aangesteld bij de Deutsche Verkehrsfliegerschule, die als dekmantel fungeerde voor de opbouw van de Luftwaffe. Vanaf 1934 was hij hierbij leidinggevende voor het ‘Referat für Sonderaufgaben’ en verantwoordelijke voor de planning en bouw van kazernes. 
In 1934/35 werd het Reichsluftfahrtministerium in de Berlijnse Wilhelmstraße zijn eerste grote bouwwerk in de tijd van het Nationaalsocialisme. Het ministerie is een aantal jaar terug gerenoveerd en doet het nu dienst als regeringsgebouw van het ministerie van Financiën.
Hierna was Sagebiel belast met de bouw van de Flughafen Tempelhof, dat destijds het grootste gebouw ter wereld was. Al in 1914 had zijn oude werkgever Erich Mendelsohn speculatief een ontwerp gemaakt voor een vliegveld in Berlijn. Mendelsohn ontwierp een groots gebouw van ruim 450 meter lengte, een organisch grondplan met één hoge centrale hal voor 6 vliegtuigen, lage hangars voor alle andere vliegtuigen en werkruimte aan beide kanten. In veel opzichten is de vergelijking te trekken tussen het ontwerp van Sagebiel voor de luchthaven Tempelhof en het eerdere ontwerp van Mendelsohn. De grote centrale hal is er, alleen dan voor passagiers in plaats van vliegtuigen. De gekromde vleugels die als hangars dienen zijn er. Ze bieden ook ruimte aan kantoren. De proporties zijn dan wel verschillend, en de stijl is totaal anders, maar Sagebiel heeft veel geleerd van zijn oude leermeester. Aangenomen kan worden dat het  concept van Mendelsohn als basis staat voor vliegveld Tempelhof.
Vanaf 1938 stond Sagebiel onder de directe leiding van de minister van Luchtvaart Hermann Göring en werd hiermee een van de grote architecten van het Derde Rijk. In hetzelfde jaar werd hij ook professor aan de Technische Hogeschool in Berlijn. 
Door het begin van de oorlog tegen de Sovjet-Unie in 1941 werden de verdere bouwprojecten van Sagebiel stopgezet.

## Overzicht van gerealiseerde bouwwerken en plannen
- Columbushaus, Berlijn, projectleiding
- Reichsluftfahrtministerium, Berlijn 1934 - 1935
- Luchthaven Berlin-Tempelhof, Berlijn 1935 - 1941
- Flughafen Stuttgart
- Flughafen München
- Bücker-Flugzeugwerke, Rangsdorf
- Gebouwen voor ‘Luftkreiskommando’ in Kiel, Königsberg en Münster
- Scholen voor de Luftwaffe in Dresden en Wildpark Potsdam